# Городківка (Дрогобицький район)
Городкі́вка — село в Україні, у Меденицькій селищній громаді, Дрогобицького району, Львівської області. Населення становить 173 особи.

## Населення
За даними всеукраїнського перепису населення 2001 року в селі Городківка мешкало 173 особи.
Мова
Розподіл населення за рідною мовою за даними перепису 2001 року був наступним:
| українська | 173 | 100,00 |

## Пам'ятки, визначні місця

### Церква Преображення Господнього
У 1872 році мешканці села власним коштом збудували літургійну каплицю. У 1923 році на її місці звели існуючу дерев'яну церкву Преображення Господнього. У 1961-1989 роках стояла зачиненою. Зважаючи на розташування будівлі, її підвалини опираються на камені. Прибудований засклений ґанок має оригінальні розрізи вікон. У 2000-х роках проведено зовнішній ремонт святині.